# Нікішине
Нікі́шине — село Хрестівської міської громади Горлівського району Донецької області, Україна. Населення становить 884 особи.

## Загальні відомості
Відстань до райцентру становить близько 28 км і проходить автошляхом місцевого значення.
Землі села межують із територією с. Кам'янка Бахмутського району та смт Фащівка Антрацитівського району Луганської області.
У селі розташований зупинний пункт Нікішине.
Неподалік від села розташований ентомологічний заказник місцевого значення «Круглик».
Унаслідок російської військової агресії Нікішине перебуває на території ОРДЛО.

## Історія

### Війна на сході України
У часі війни на сході України фінансовані Російською федерацією мародери 8 вересня висунули жителям села 72-годинний ультиматум, позаяк Нікішине є вигідним рубежем для початку наступу на українські війська під Дебальцевим. 26 вересня, незважаючи на «режим припинення вогню», знову обстріляне терористами з мінометів й гранатометів, після чого здійснено спробу штурму, відбита українськими силами із втратами серед нападаючих.
Станом на 27 вересня 2014 на блокпосту в селі Нікішине відбиває атаки сепаратистів 11-й БТрО ЗСУ «Київська Русь». Бойовики обстрілюють позиції української армії з мінометів, «Градів», гранатометів та стрілецької зброї. Відстань між воюючими сторонами — кілька сотень метрів. Протягом 30 вересня — 1 жовтня 2014-го село зазнало 4-х обстрілів терористами з мінометів. Протягом 23-24 листопада міліцією проведено спецоперацію з вивезення з Нікішиного арсеналу зброї терористів. Вдалося вилучити зброю та боєприпаси з території проведення активних бойових дій: п'ять РПГ-22 і РПГ-26, 17 гранат Ф-1 й РГД-42, понад 2 тисячі боєприпасів калібру 5,45 мм і 7,62 мм. 16 листопада увечері військовики 128-ї бригади пішли ставити розтяжки задля забезпечення блокпосту поблизу села Нікішине та потрапили в засідку. Солдат В'ячеслав Кірічек загинув у бою. Тоді ж загинув солдат Сергій Долгіх. 25 листопада загинули біля села Нікішине під час мінометного обстрілу терористами взводного опорного пункту старший сержант 128-ї бригади Павло Стець та молодший сержант Олександр Ігнатишин. 28 листопада від осколкових поранень загинув солдат 128-ї бригади Анатолій Сніжко. 10 грудня 2014-го на 4-х українських бійців вийшла ДРГ із 10 чоловік, після доповіді «вище» надійшов наказ: два бійці мали терористів відігнати, але без пострілів, росіяни їх заманили в пастку, стріляли з підствольних гранатометів, добивав снайпер, загинув солдат 54-го розвідувального батальйону Василь Кіріс 6 січня 2015 року поблизу села від кулі снайпера загинув український вояк — сержант 128-ї бригади Петро Бойко. 14 січня від важких осколкових поранень під час обстрілу позицій 15-ї бригади в районі села Нікішине помер солдат Дмитро Гречко. 24 січня 2015-го поблизу села Нікішине в часі артилерійського та мінометного обстрілу опорного пункту ЗСУ російськими збройними формуваннями рушили танки. Три бійці 15-го гірськопіхотного батальйону стримували прорив колони російських танків, усі троє загинули, але танки не пройшли, серед полеглих — старший сержант Сергій Хіврич та солдат Олександр Шевцов.
Приблизно 10 лютого 2015 ЗСУ відійшли з Нікішине в бік сусідньої Кам'янки. З цього моменту село залишається під контролем сепаратистів ДНР.

## Населення

### Мова
Розподіл населення за рідною мовою за даними перепису 2001 року:
| Мова       | Кількість | Відсоток |
| ---------- | --------- | -------- |
| російська  | 667       | 75.45%   |
| українська | 217       | 24.55%   |
| Усього     | 884       | 100%     |